# Bharati Mukherjee
Bharati Mukherjee (Kalkutta, 1940. július 27. – Manhattan, New York, 2017. január 28.) indiai születésű amerikai író.

## Művei
Regények
- The Tiger's Daughter (1971)
- Wife (1975)
- Jasmine (1989)
- The Holder of the World (1993)
- Leave It to Me (1997)
- Desirable Daughters (2002)
- The Tree Bride (2004)
- Miss New India (2011)

Novelláskötetek
- Darkness (1985)
- The Middleman and Other Stories (1988)
- A Father
- The Management of Grief

Visszaemlékezések
- Days and Nights in Calcutta (1977, Clark Blaise-zel)

Egyéb
- The Sorrow and the Terror: The Haunting Legacy of the Air India Tragedy (1987, Clark Blaise-zel)
- Political Culture and Leadership in India (1991)
- Regionalism in Indian Perspective (1992)

## Díjai
- National Book Critics Circle Award (1988, a The Middleman and Other Stories könyvéért)